# Иракские алюминиевые трубки

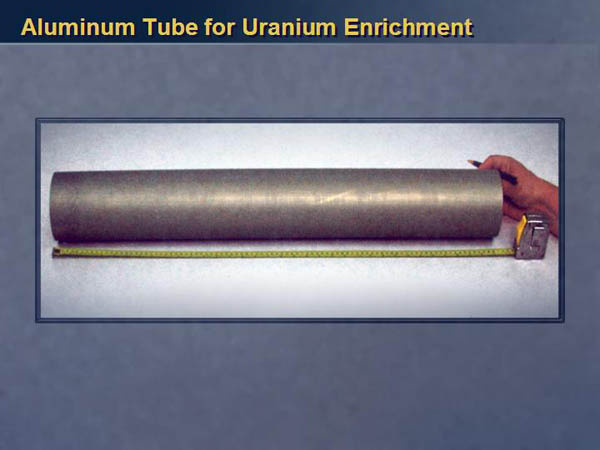
Слайд из презентации госсекретаря Колина Пауэлла в Совете безопасности ООН

Алюминиевые трубки, закупленые Ираком и перехваченые в Иордании в 2001 году. В сентябре 2002 года Белый Дом представил их публике как доказательство того, что Ирак активно разрабатывает атомное оружие. Ещё до вторжения в Ирак в 2003 году многие усомнились в обоснованности этих обвинений. После вторжения Группой по изучению Ирака (Iraq Survey Group) было установлено, что трубки скорее всего предназначены для производства обычных 81-мм реактивных снарядов. Никаких признаков программы по созданию атомного оружия или по применению трубок в качестве роторов газовых центрифуг для разделения изотопов урана обнаружено не было.

## Заказ и отгрузка
В 2000 году через иорданскую компанию Ирак заказал 60000 высокопрочных алюминиевых трубок из сплава 7075 с внешним диаметром 81 мм и внутренним диаметром 74,4 мм, толщиной стенки 3,3 мм и длиной 900 мм, произведенных в Китае. Эти трубки были классифицированы как запрещённые ООН товары и Ираку не было разрешено их импортировать.
Заказ был сделан через австралийскую компанию, International Aluminum Supply (IAS), связананой с Kam Kiu Propriety Limited, дочерней компанией китайского производителя. Обеспокоенный тем, что трубки могут быть связаны с иракской программой разработки ядерного оружия, Гарри Кордьюкс (Garry Cordukes), директор компании, связался с австралийской секретной разведывательной службой (ASIS). В свою очередь, ASIS уведомили спецслужбы США.
ASIS также запросила у Кордьюкса образец трубки для экспертизы. Он получил его и передал ASIS.
23 мая 2001 года контейнер, гружённый примерно 3000 алюминиевыми трубками покинул завод на юге Китая и отправился на барже в Гонконг. ЦРУ, также, как и ASIS, отслеживали его маршрут. В июле 2001 года трубки были изъяты в Иордании иорданской тайной полицией и ЦРУ, согласно презентации ЦРУ, показанной позже в том же году.
Ирак предпринял ещё несколько попыток приобрести такие же алюминиевые трубки в конце 2002 года и начале 2003 года через сирийскую компанию, причём на момент вторжения переговоры ещё продолжались.

## Французская экспертиза
4 июня 2003 года в статье «Financial Times» писалось, что «французская разведка получила от США партию трубок и проверила их на прочность, раскрутив до 98 000 оборотов в минуту и заключив, что их было бы слишком сложно использовать где-то ещё». «Таймс» же сообщил, что госсекретарю Колина Пауэллу французскими властями не было разрешено использовать эту информацию в своём выступлении в Совете Безопасности ООН 5 февраля 2003 года.
В своей речи 19 октября 2005 года на политическом форуме американской стратегической программы, полковник (в отставке) Лоуренс Вилкерсон (Lawrence Wilkerson), бывший начальник штаба Государственного департамента в 2002-2005 годах, коснулся этого вопроса. Согласно Вилкерсону, «в процессе моих исследований появились французы и сказали: мы уже раскрутили эти алюминиевые трубки, и, о боже, разогнали их до нужных оборотов и т.д. , и т.д. , и все это как бы было, знаете, доказательством того, что эти алюминиевые трубки не для миномётов или артиллерии, а что они для центрифуг. Иначе, зачем бы им такие сложные инструменты? Мы ошибались. Мы ошибались.».